# Francisco Jaume
Francisco Antonio Jaume Rueda (Santiago, 27 de enero de 1951) es un artista discípulo de Guayasamín y arquitecto chileno de profesión, ha liderado diversas obras artísticas principalmente como trabajador del Ministerio de Justicia con el fin de facilitar la reinserción social a través del arte en grupos sociales vulnerables, principalmente niños.

## Biografía
Hijo de Francisco Jaume Adet y María Rueda Rueda nació en Santiago el 27 de enero de 1951. Estudio Arquitectura en la Pontificia Universidad Católica de Chile obteniendo su titulación en mayo de 1979, en algún momento de su vida conoció a Ana María Guazzini, con quien se casó en 1977 y se divorció 32 años después en 2009.

## Comienzos artísticos
Jaume declarado discípulo de Guayasamín, en 1990 como trabajador del Sename realizó el primer taller de murales bajo la idea de instalar un buen trato en la sociedad, protegiendo a niños y niñas de la violencia otorgando la oportunidad de estos por pintar sus sueños en una porción de muro en conjunto.

”Estaban implementándose campañas en esta dirección y me atreví con mi propuesta. Yo lo pasaba tan bien pintando, que pensé que los demás, si tenían espacio y un “buen trato" podrían también disfrutarlo, especialmente los niños […] Lo que pasa durante el proceso es lo más valioso, las personas comparten, se ponen de acuerdo, te cuentan sus cosas y se atreven a poner parte de sus sentimientos en colores y formas en una muralla. Hablo del respeto. Trato de tener un espacio de calidad entre las personas que están allí. Hay participación. Hay buen trato a cualquier costo. Trabajo con niños bien maltratados o mujeres con muchos problemas que necesitan también reírse un rato y creo que se logra"
Jaume Rueda, Francisco. Entrevista “El muralista de los niños” por Anónimo, diario La Nación. Viernes 25 de julio 2008 

## Obras

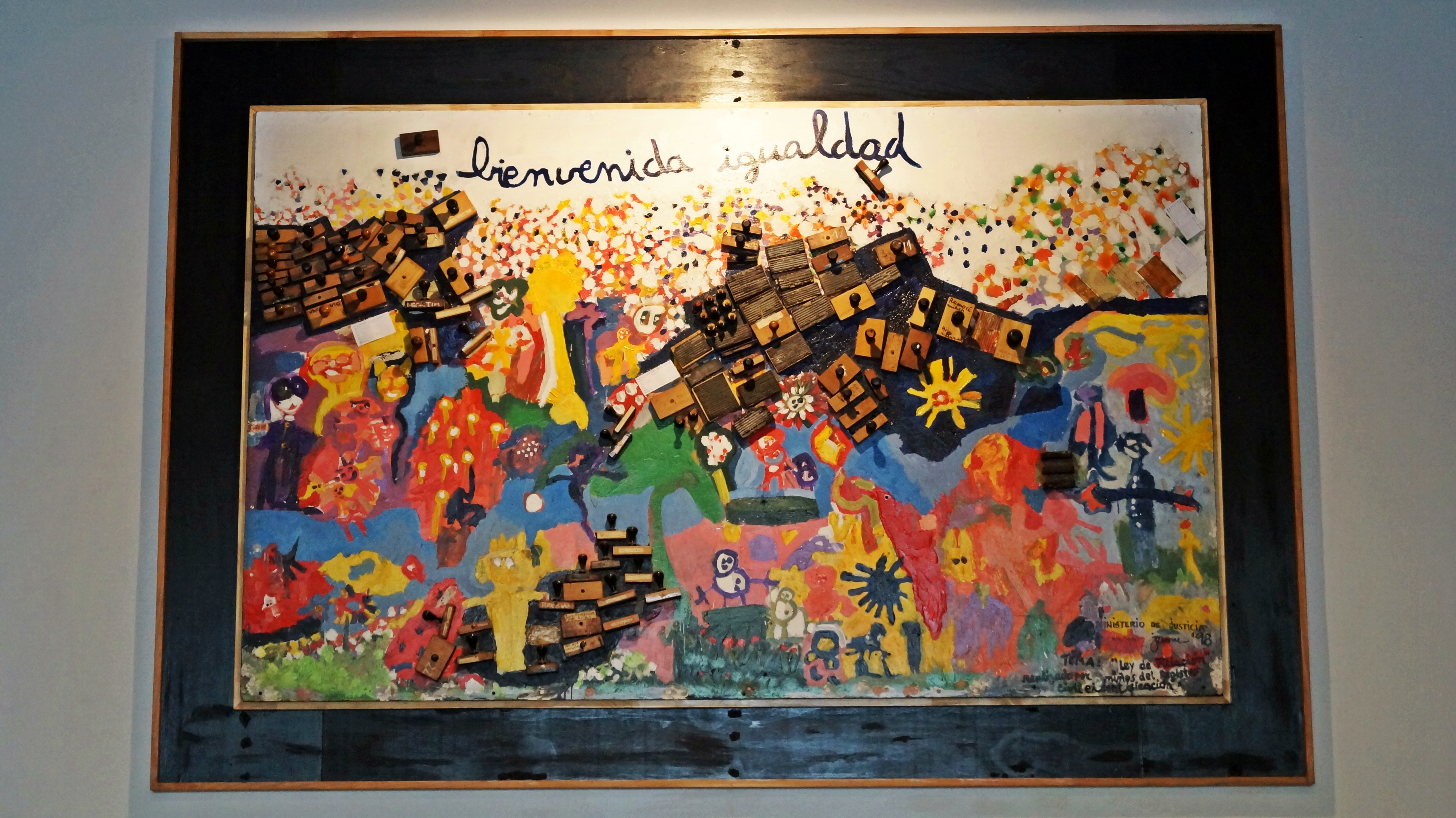
Archivo:Día del Patrimonio - Edificio del Seguro Obrero - Cuadro del fin del reconocimiento de los hijos

### 1998: Mural / Bienvenida igualdad:Mural de la filiación
Cuadro creado en el Ministerio de Justicia para simbolizar el final del régimen de reconocimiento de hijos naturales en el Día del Patrimonio en Edificio del Seguro Obrero, Creado en coordinación de Francisco Jaume por niñas y niños hijos de funcionarios del Registro Civil para conmemorar el fin del reconocimiento de los hijos.

### 2000:Conversaciones de amor en la Estación| Participación en jornada deConfianza y Color con los niños
Muestra artística por Francisco Jaume en conjunto con hijos de reclusos y de escasos recursos a través del programa Buen trato infantil del Ministerio de Justicia consiste en una obra de dos partes realizadas durante finales del año 2000 ambas por niños, la primera elaborada por alumnos del Colegio Víctor Jara de la comuna de la Pintana y la segunda realizada por hijos de reclusos junto a sus padres. La obra se caracteriza por el trabajo en conjunto, la cooperación y el respeto por el otro. "La idea es que uno pueda liberar su creatividad sin pasar a llevar la de los demás", Francisco Jaume.
Se realizó una exposición de dichas obras en mayo de 2002 en el hall Emilio Jecquier del Centro Cultural Estación Mapocho.
En la Morgue del Instituto Médico Legal en contexto de su aniversario 85 Francisco Jaume participó en una jornada de Confianza y Color con los niños.

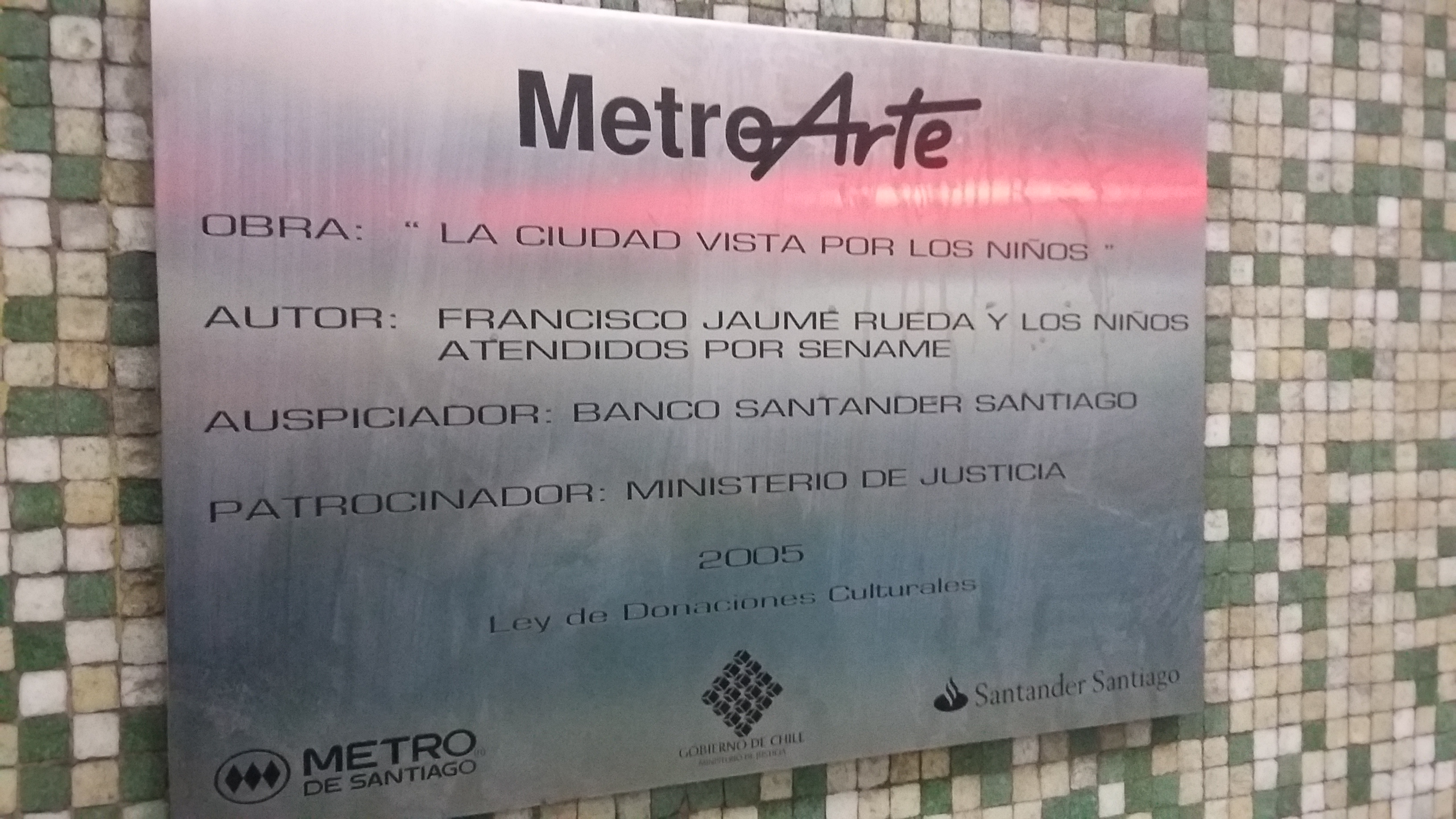
Placa en estación de metro Ciudad del Niño con fecha 2005

### 2005:La Ciudad vista por los Niños
Durante el transcurso del año 2005 se inició un proyecto en colaboración a MetroArte de Santiago para exhibir 60 m² de obras elaboradas por niños atendidos en centros de Servicio Nacional de Menores SENAME, buscando integrar a dichos participantes socialmente, además la obra como tal tiene la proyección de ser replicada cada 4 años para que otros niños en la misma situación tengan oportunidad de participar.

### 2009:La Ciudad vista por los Niños

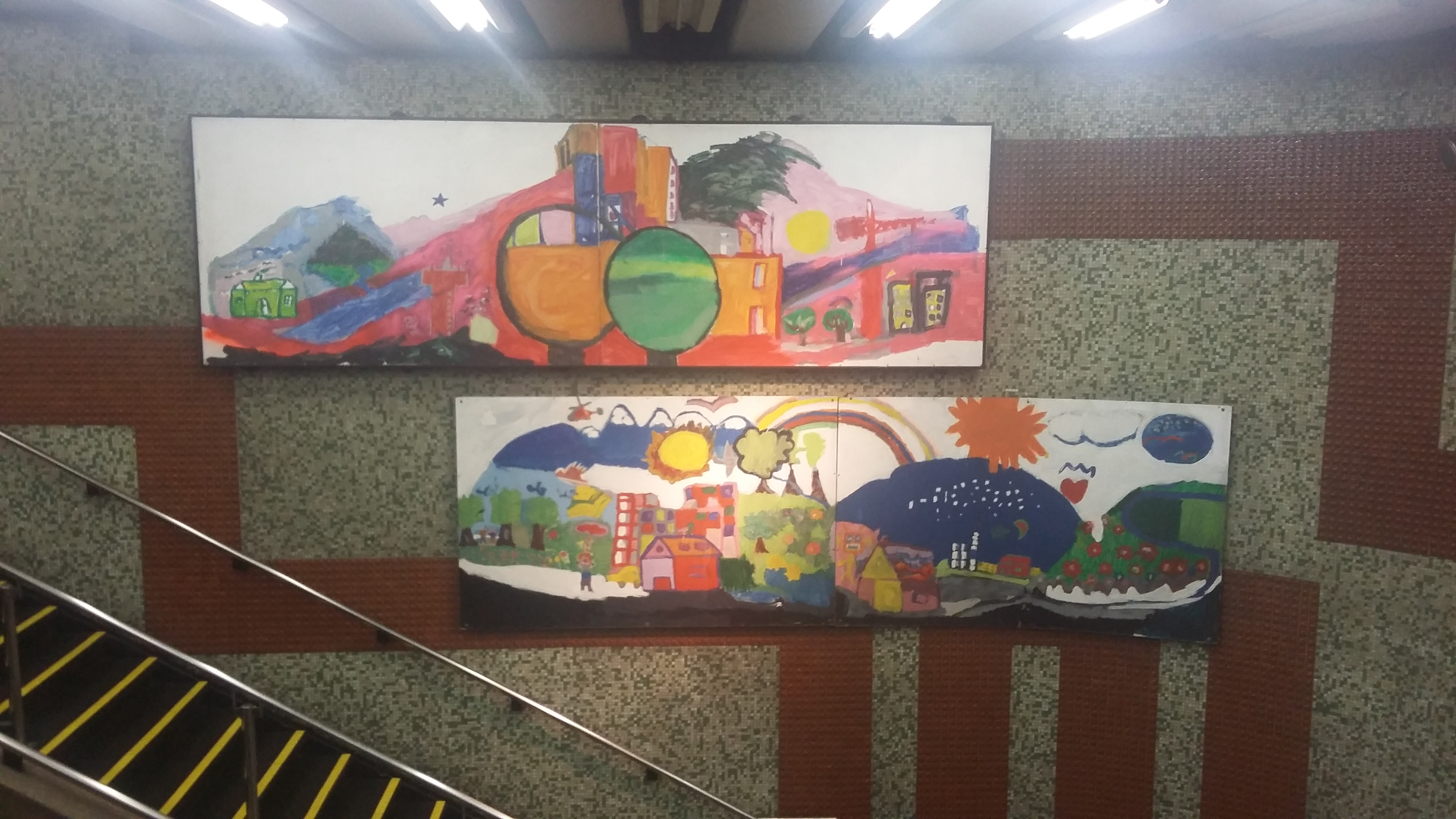
Mural realizado por niños del sename y Francisco Jaume 2014

En esta ocasión se realizó una actuación al proyecto, con la participación del director de metro de Santiago Clemente Pérez quien ve al proyecto como un museo abierto y el subsecretario de Justicia de turno de la época Jorge Frei
Se continúa con la línea de la integración a los niños atendidos por Servicio Nacional de Menores a través de una obra de mucho color, realizando además la 2013 con nuevos niños para celebrar que se han consagrado
En esta ocasión participaron en la creación de la obra cerca de 75 niños del Sename, pertenecientes al CDT Galvarino

### 2012:La naturaleza... y la vida en las profundidades de la Tierra
En este año Jaume dirijo la obra La naturaleza... y la vida en las profundidades de la Tierra en donde participaron en el acto de inauguración del trabajo colectivo el Director Ejecutivo de la Corporación MetroArte, Javier Pinto, Pamela Mardones; la Coordinadora Regional del Senama, el Secretario Ministerial de Justicia, José Ramón Gutiérrez; además de quienes pintaron el mural. Asimismo, también asistió la Directora Regional del Servicio Médico Legal, Myriam Gallo, y el representante del Seremi de Desarrollo Social.
El trabajo se realizó en el Ministerio de Justicia, en conjunto con Metro de Santiago y el Servicio Nacional del Adulto Mayor, acogiendo adultos mayores con el fin de reflejaran sus estados de ánimo y pensamientos a partir de un tema y lo compartieran con MetroArte para su exhibición en la Estación Gruta de Lourdes
El mural tiene una dimensión de 27 metros de largo y 2.40 metros de alto, se encuentra en uno de los niveles de la estación.

### 2013: Expo Emprendedor
El segundo semestre del 2013, MetroArte, Corfo y Momento Cero inauguraron una exposición en la estación Quinta Normal, que invita a los usuarios del tren subterráneo a innovar e impulsar sus propios proyectos, bajo este contexto, cinco murales participativos, que Francisco Jaume, junto a trabajadores de Metro, elaboraran para algunas estaciones del Metro de Santiago

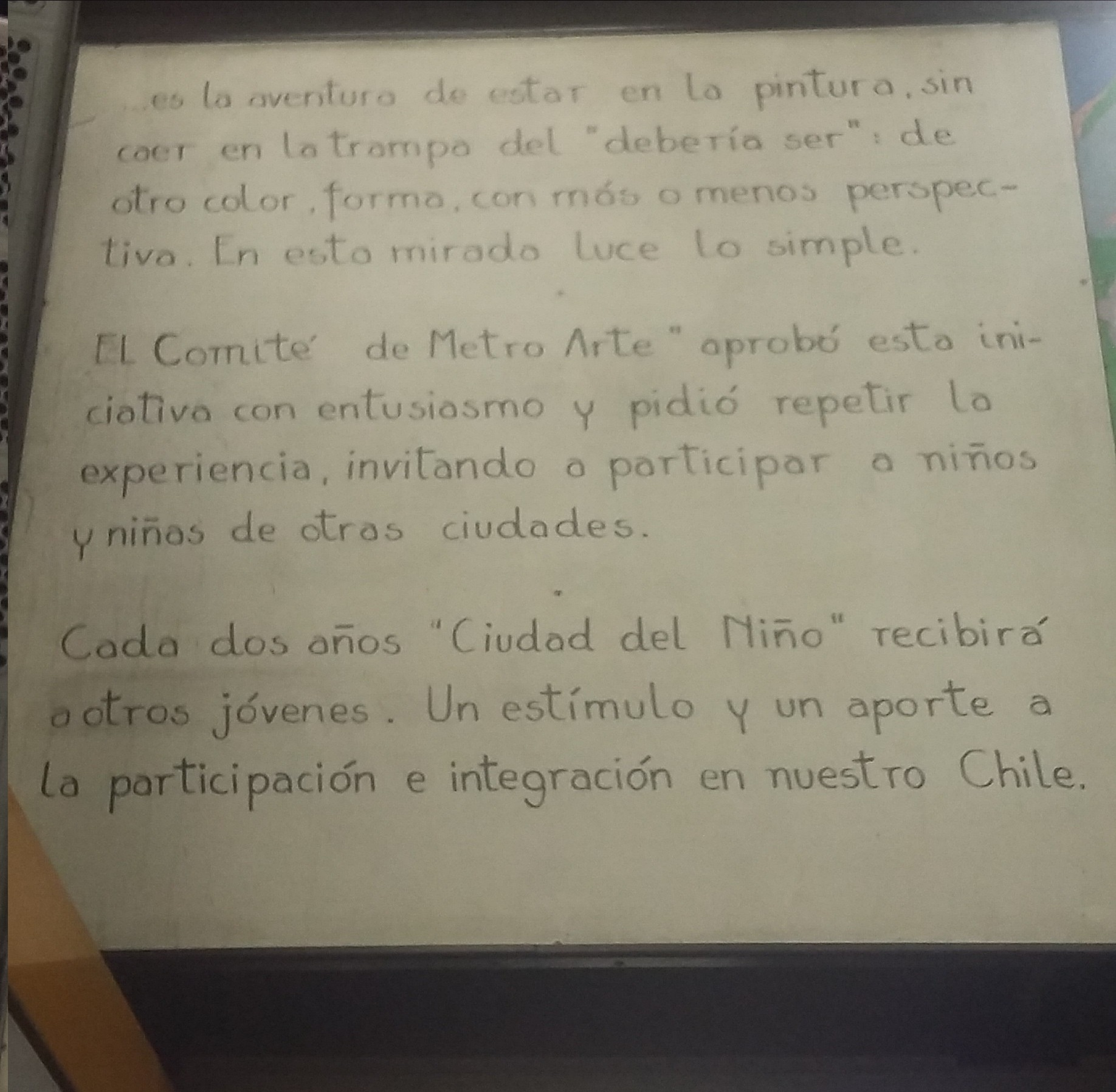
Texto que contextualiza la elaboración de algunas obras y el actuar de los niños participantes

### 2014:La Ciudad vista por los Niños

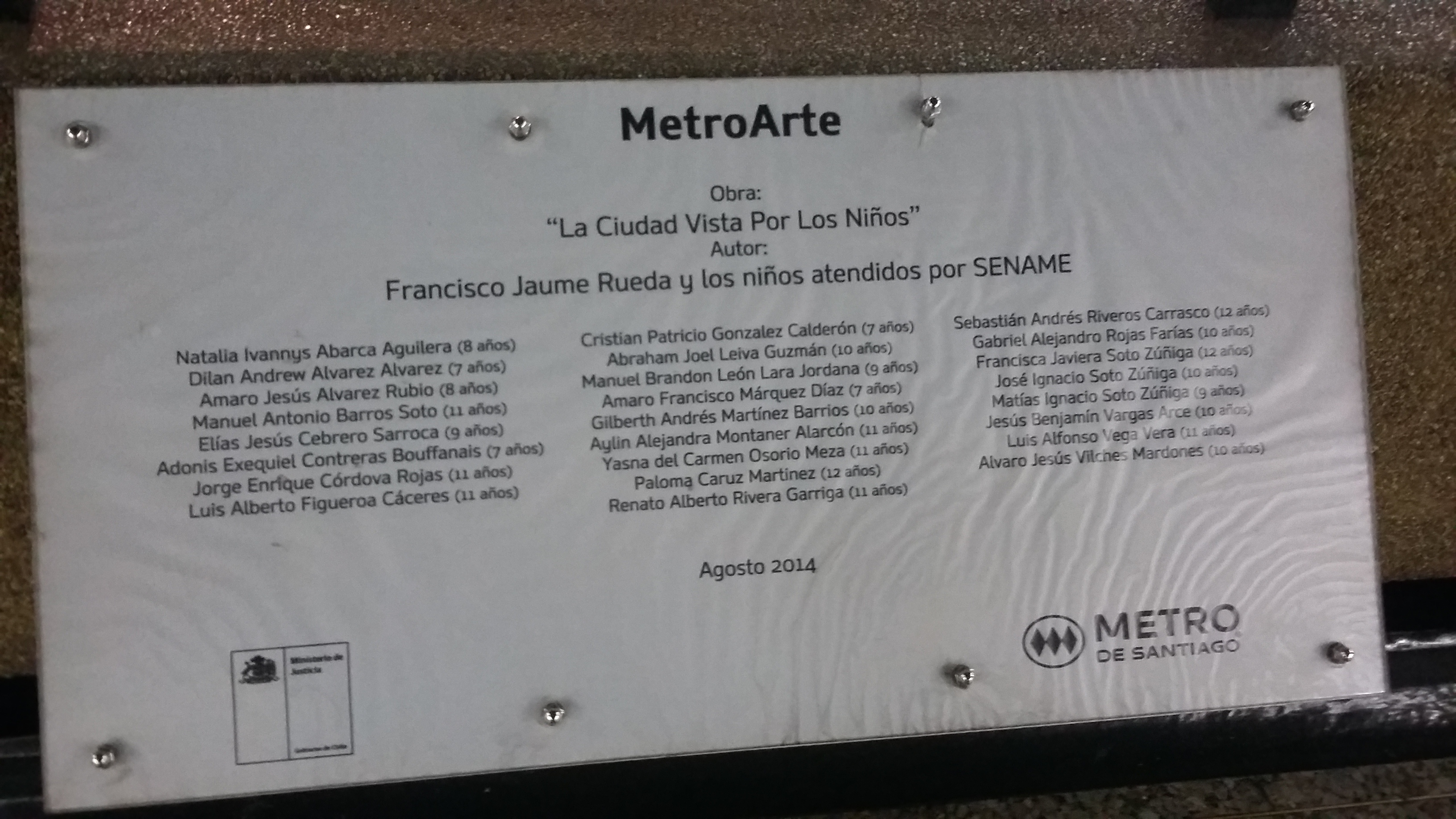
Placa conmemorativa del 2014

Las obras en este año son descritas como parte de Murales Colectivos con el fin de crear espacios de integración, no discriminación y buen trato infantil, sumando nuevas pinturas a la estación Ciudad del Niño para el proyecto MetroArte, actividad donde participó nuevamente el Ministerio de Justicia; José Antonio Gómez Ministro de Justicia Subsecretario de Justicia, Marcelo Albornoz; la Directora del Servicio Nacional de Menores, Marcela Labraña; y la Seremi Metropolitana de Justicia, Carolina Ocampoen y el presidente del Directorio de Metro de Santiago, Aldo González Metro de Santiago inaugurando más murales pintados por niños del Sename celebración del Mes de la Infancia y la Adolescencia que se inició el mismo mes
Los nuevos murales pintados por 25 niños y niñas atendidos por dependencias del Sename, bajo la coordinación de Francisco Jaume suman 100 metros cuadrados de arte para la estación que ha acogido anteriormente otros proyectos

### 2016: Pintatón
A fines del 2016 en la Facultad de Ciencias Físicas y Matemáticas de la Universidad de Chile se realizó una Feria por la Reinserción Social por alumnos de dicha institución, Francisco Jaume guio y lideró la realización de la obra artística en conjunto con los estudiantes, además de la participación de otros funcionarios públicos y privados.

Obras presentes en la estacion Ciudad del Niño
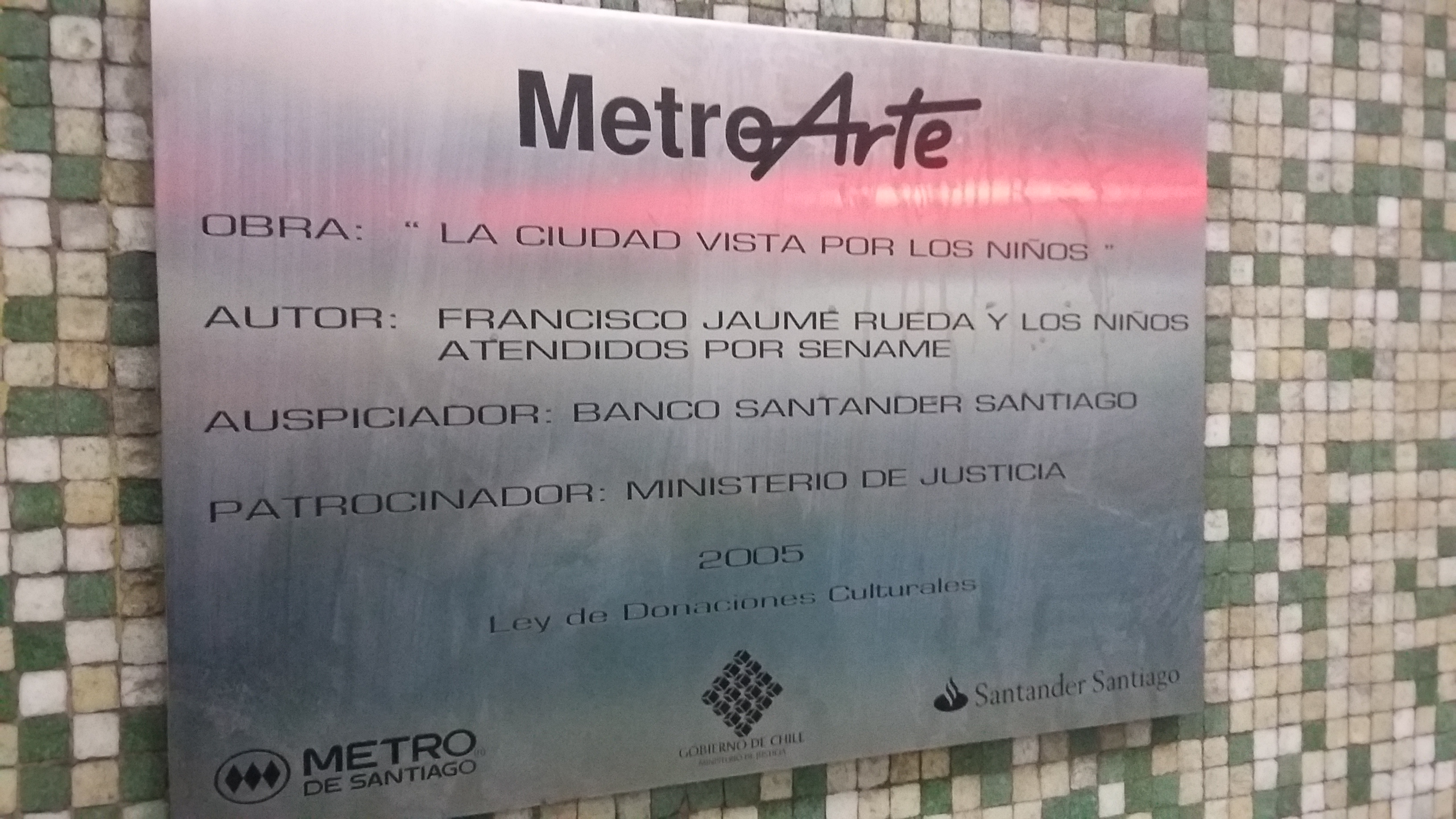
Placa 2005: Dos presentes en la estación, cada una ubicada en ambas direcciones de los andenes.
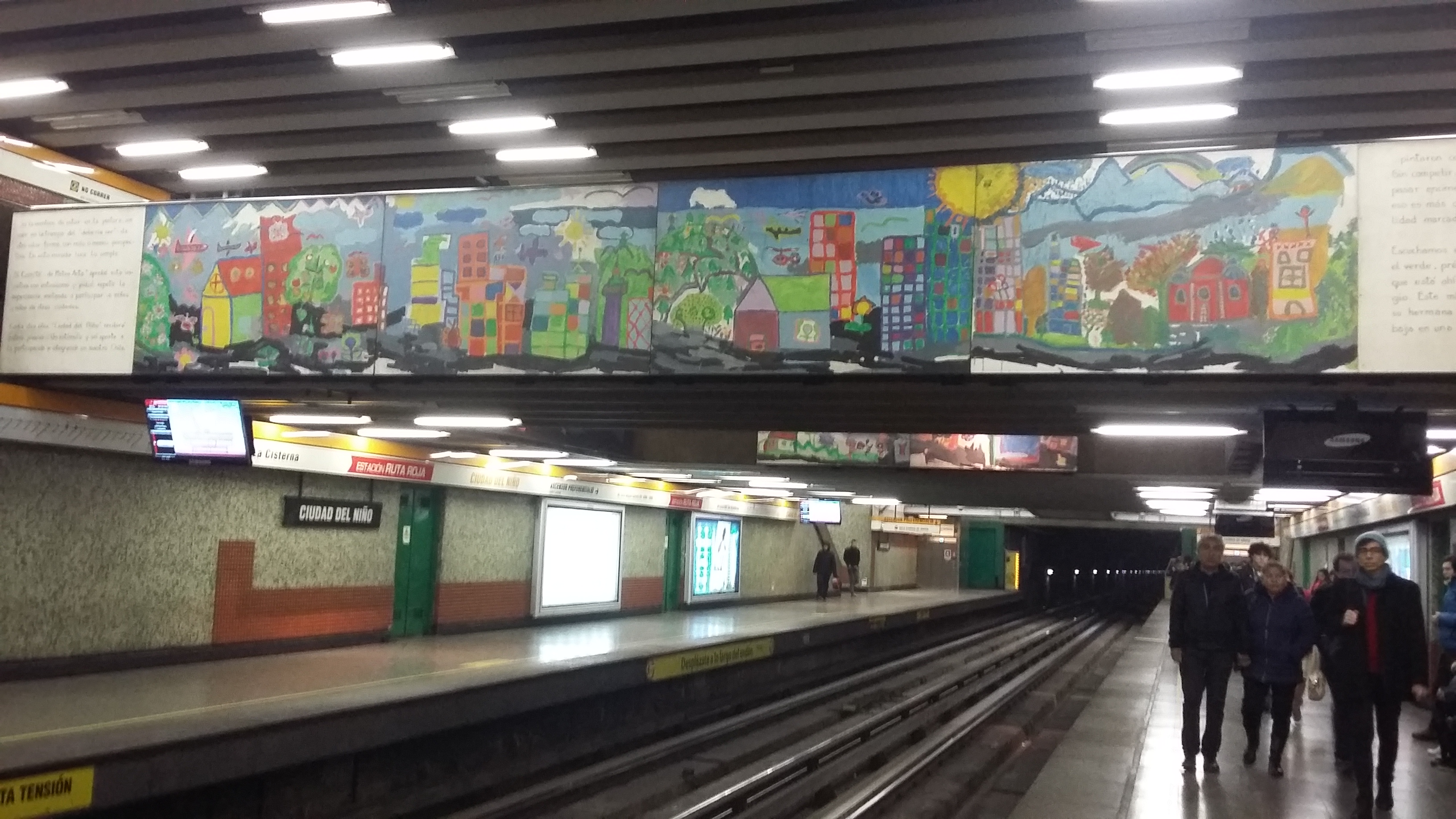
Vista desde la zonza sur.
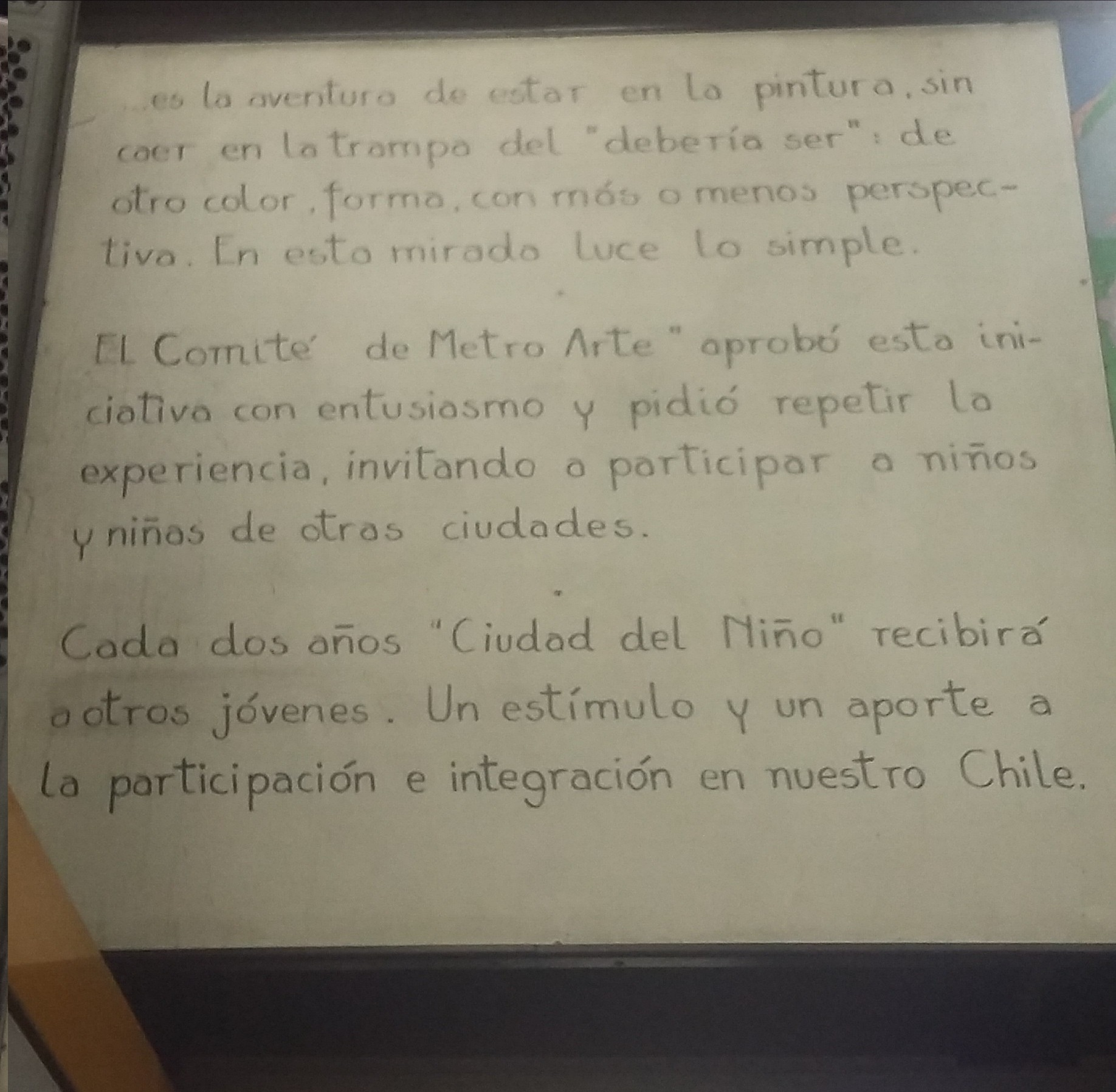
Texto visto desde el andén dirección La Cisterna, zona sur de estación.
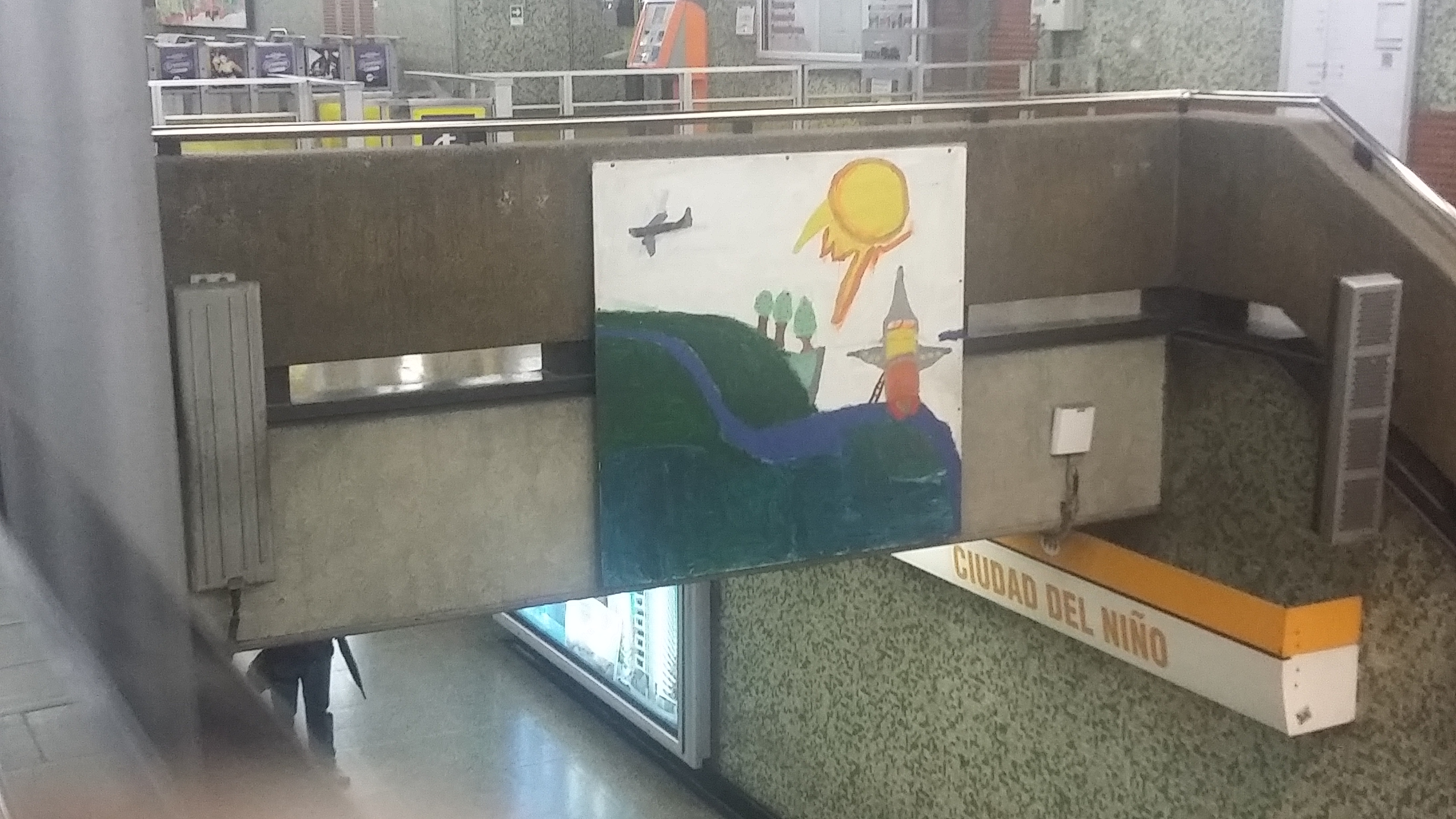
Fotografía desde el puente del ascensor, obra ubicada en la zona norte, sobre andén dirección La Cisterna
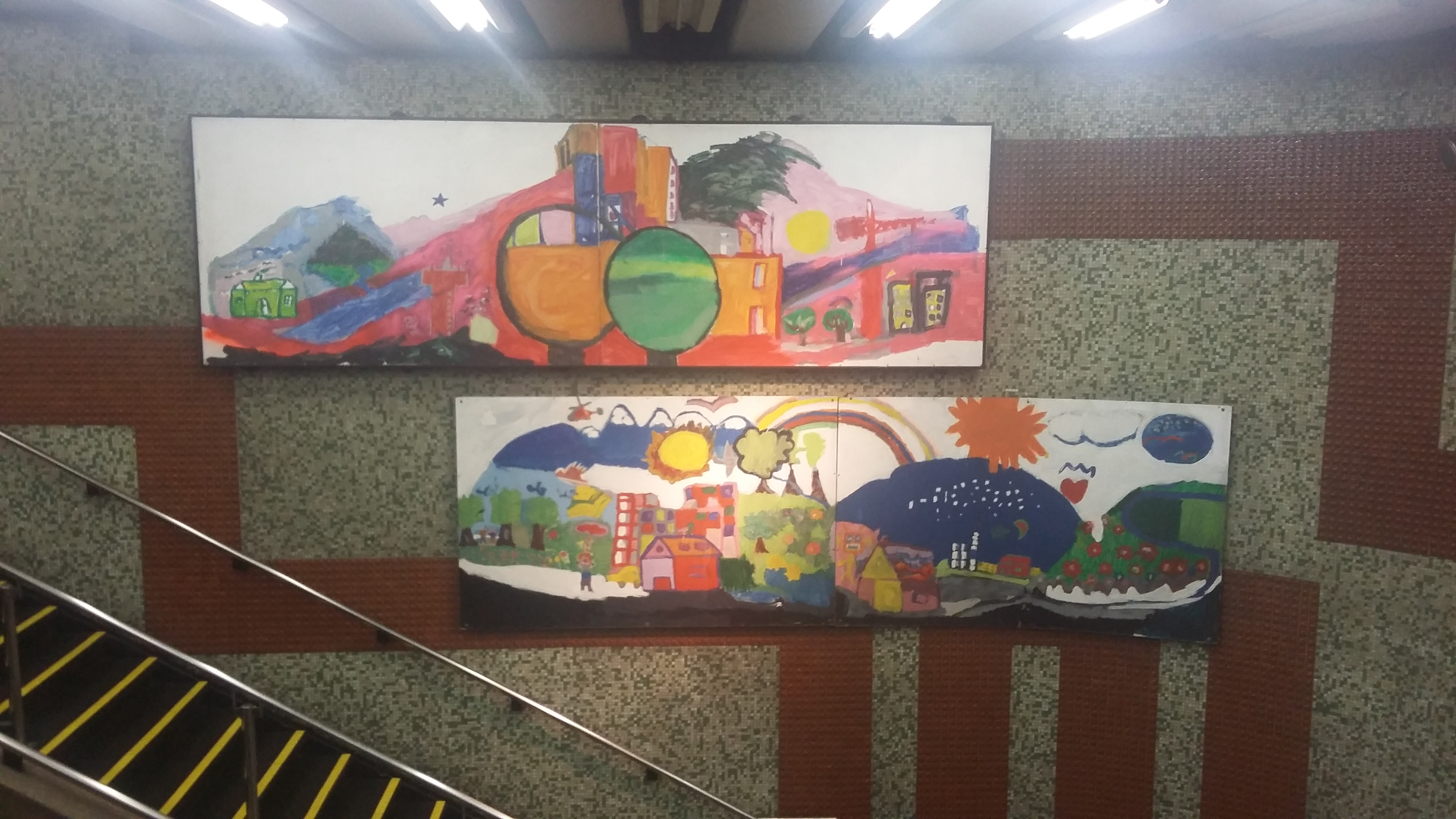
Obras ubicadas en muros de la estación
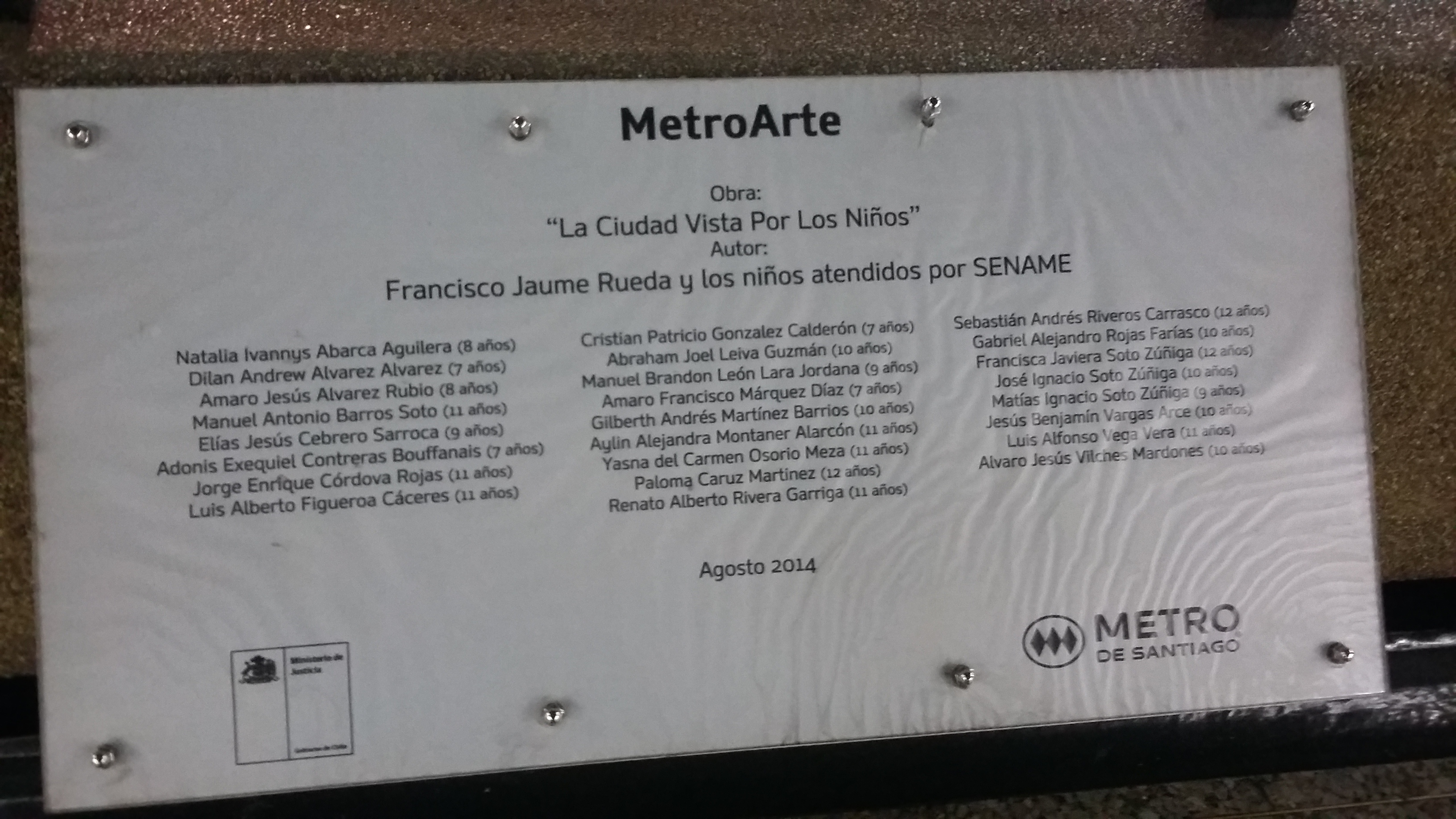
Placa conmemorativa de los autores versión del año 2014, ubicada frente a la boletería.
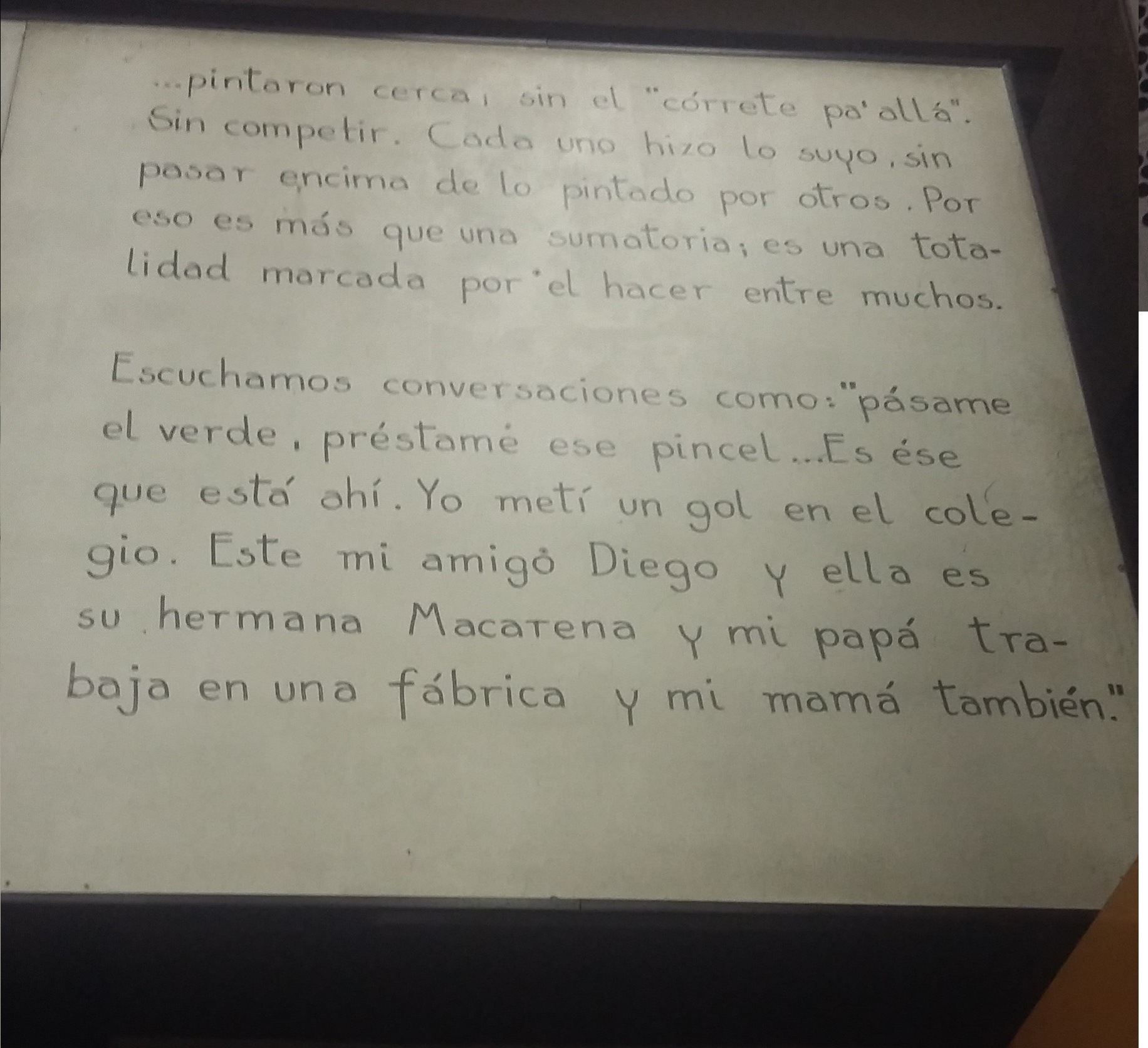
Texto visto desde el andén dirección Vespucio Norte, zona sur de estación.
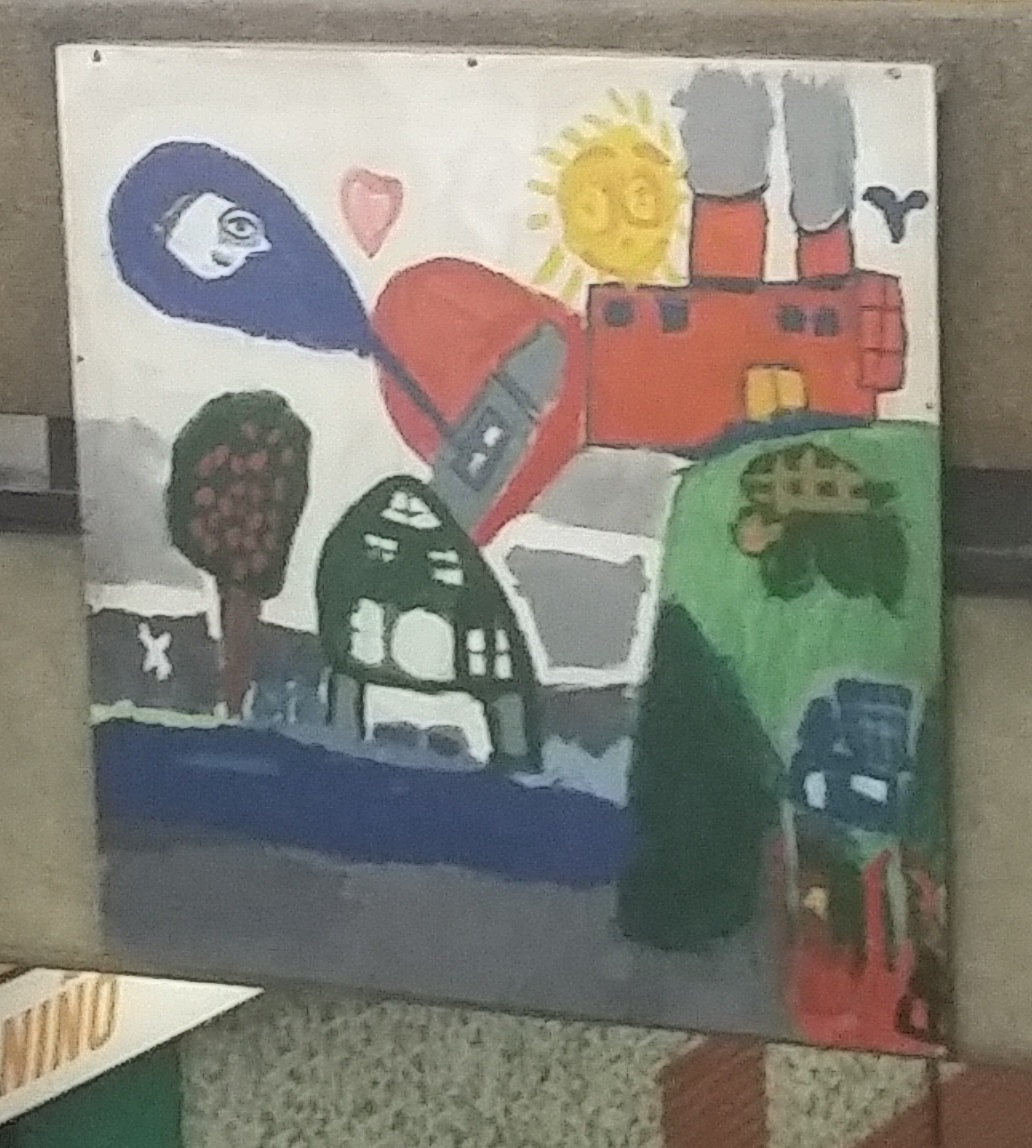
Fotografía desde el puente del ascensor, obra ubicada en la zona norte, sobre andén dirección Vespucio Norte.
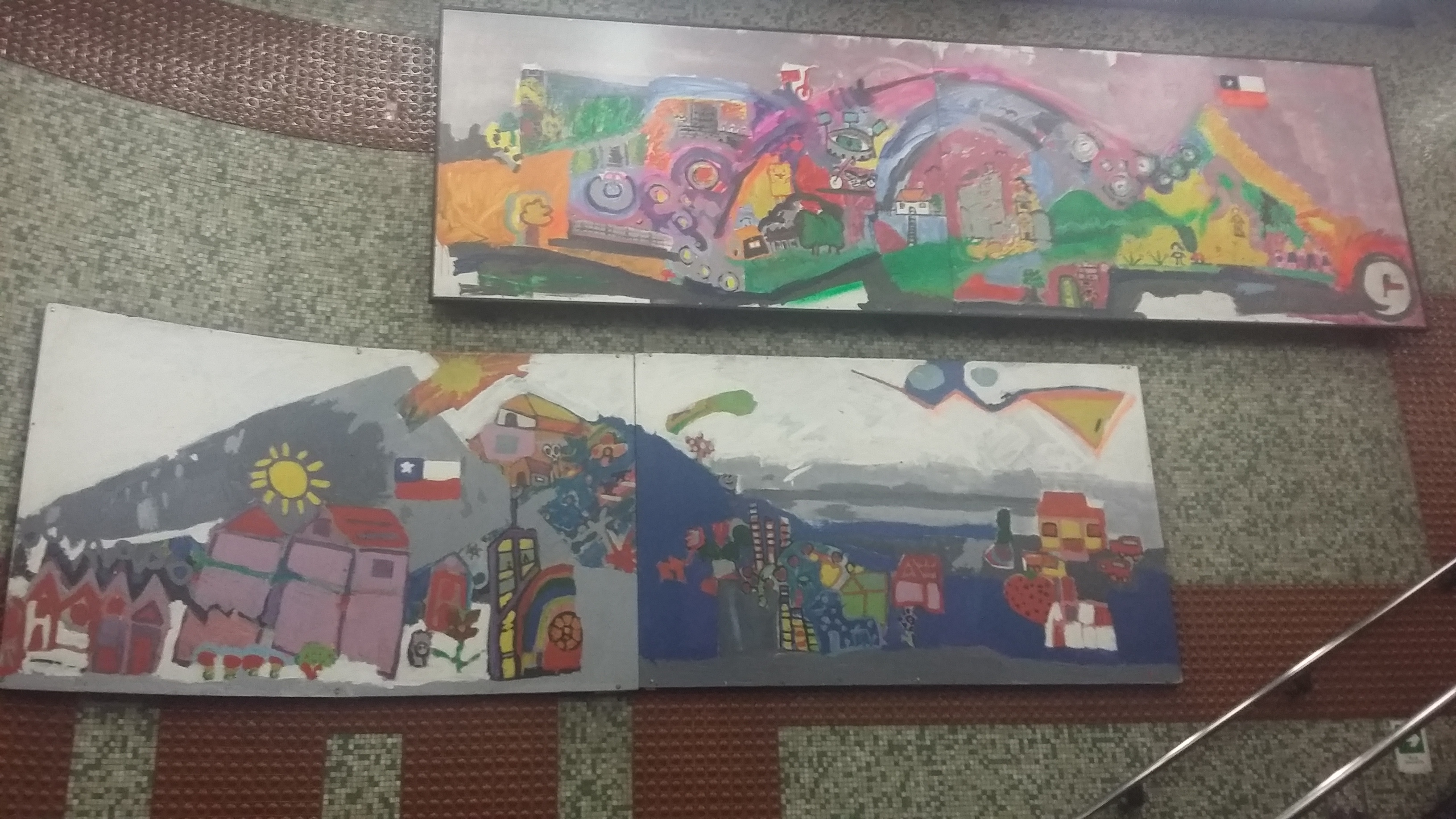
Obras ubicadas en muros de la estación